# Sainte-Marie-Cappel
Pour les articles homonymes, voir Sainte-Marie.
Sainte-Marie-Cappel (Maerkappel en néerlandais) est une commune française située dans le département du Nord, en région Hauts-de-France.

## Géographie

### Situation

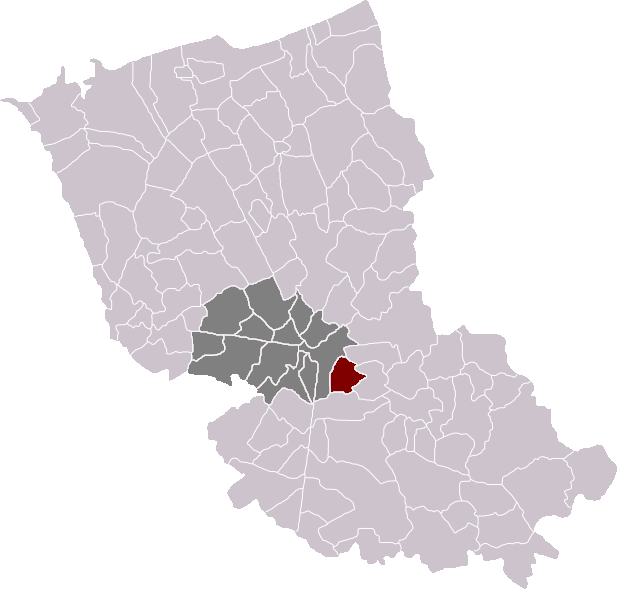
Sainte-Marie-Cappel dans son canton et son arrondissement

La commune est située dans la région naturelle de l'Houtland à 6 km de Steenvoorde, 7,2 km Hazebrouck, 11,3 de Wormhout et 16,6 km de Bailleul.

### Communes limitrophes
| Cassel   |                     | Terdeghem              |
| Oxelaëre | Sainte-Marie-Cappel |                        |
| Staple   | Hondeghem           | Saint-Sylvestre-Cappel |

### Hydrographie

#### Réseau hydrographique
La commune est située dans le bassin Artois-Picardie. Elle est drainée par la Meulen Becque, la Pis Becque, le Château Balloy et le ruisseau de Sainte-marie,,.

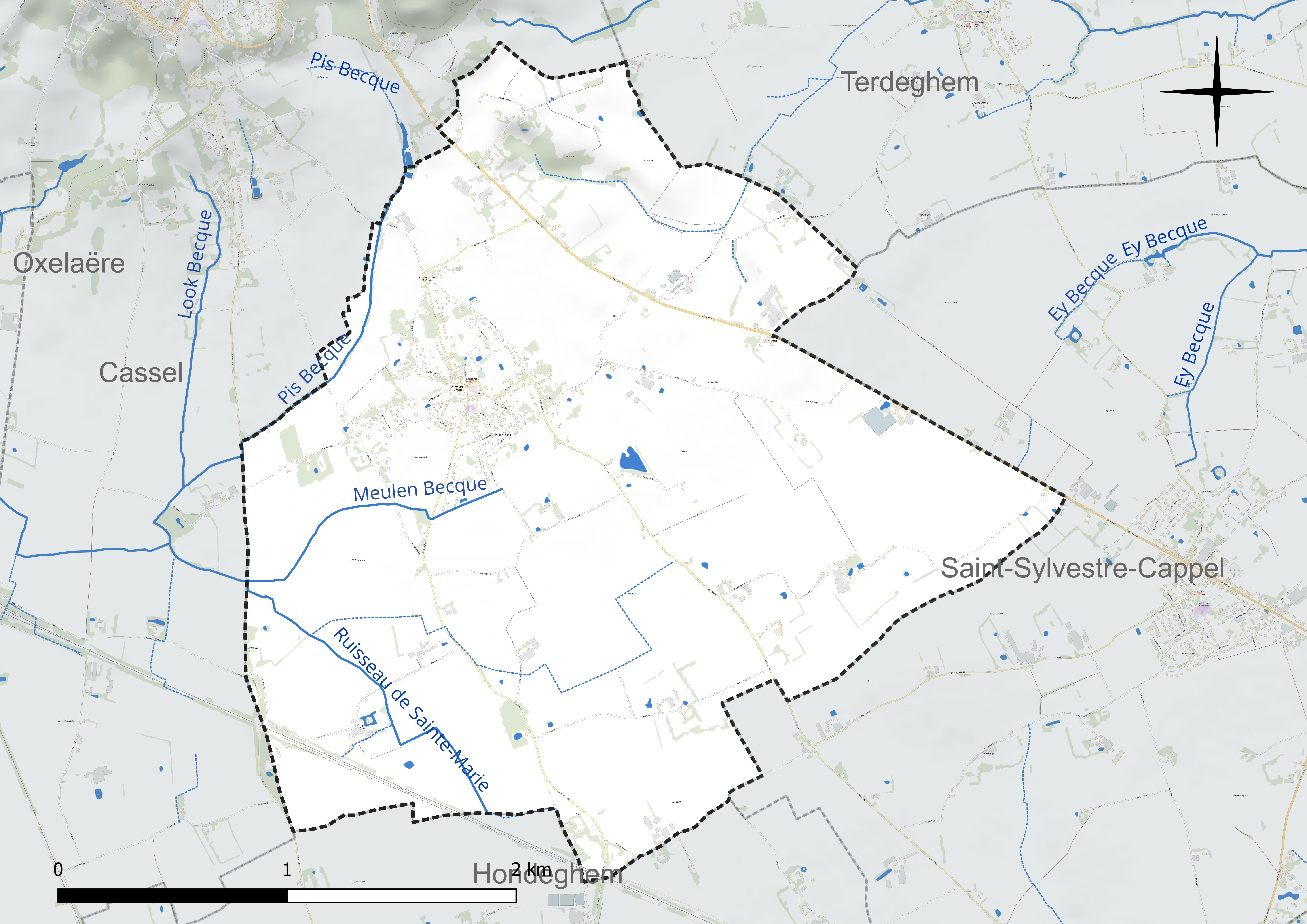
Réseau hydrographique de Sainte-Marie-Cappel.

#### Gestion et qualité des eaux
Le territoire communal est couvert par le schéma d'aménagement et de gestion des eaux (SAGE) « Yser ». Ce document de planification concerne un territoire de 381 km2 de superficie, délimité par le bassin versant de l'Yser en France. Le périmètre a été arrêté le 8 novembre 2005 et le SAGE proprement dit a été approuvé le 30 novembre 2016. La structure porteuse de l'élaboration et de la mise en œuvre est l'Union syndicale d'aménagement hydraulique du Nord (USAN). 
La qualité des cours d'eau peut être consultée sur un site dédié géré par les agences de l'eau et l'Agence française pour la biodiversité. 

### Climat
Pour des articles plus généraux, voir Climat des Hauts-de-France et Climat du Nord.
En 2010, le climat de la commune est de type climat océanique altéré, selon une étude du CNRS s'appuyant sur une série de données couvrant la période 1971-2000. En 2020, Météo-France publie une typologie des climats de la France métropolitaine dans laquelle la commune est exposée à un climat océanique et est dans la région climatique  Côtes de la Manche orientale, caractérisée par un faible ensoleillement (1 550 h/an) ; forte humidité de l'air (plus de 20 h/jour avec humidité relative > 80 % en hiver), vents forts fréquents. 
Pour la période 1971-2000, la température annuelle moyenne est de 10,3 °C, avec une amplitude thermique annuelle de 13,9 °C. Le cumul annuel moyen de précipitations est de 779 mm, avec 12,4 jours de précipitations en janvier et 8,4 jours en juillet. Pour la période 1991-2020, la température moyenne annuelle observée sur la station météorologique la plus proche, située sur la commune de Steenvoorde à 6 km à vol d'oiseau, est de 11,2 °C et le cumul annuel moyen de précipitations est de 727,8 mm,. Pour l'avenir, les paramètres climatiques de la commune estimés pour 2050 selon différents scénarios d'émission de gaz à effet de serre sont consultables sur un site dédié publié par Météo-France en novembre 2022.

### Peene Becque

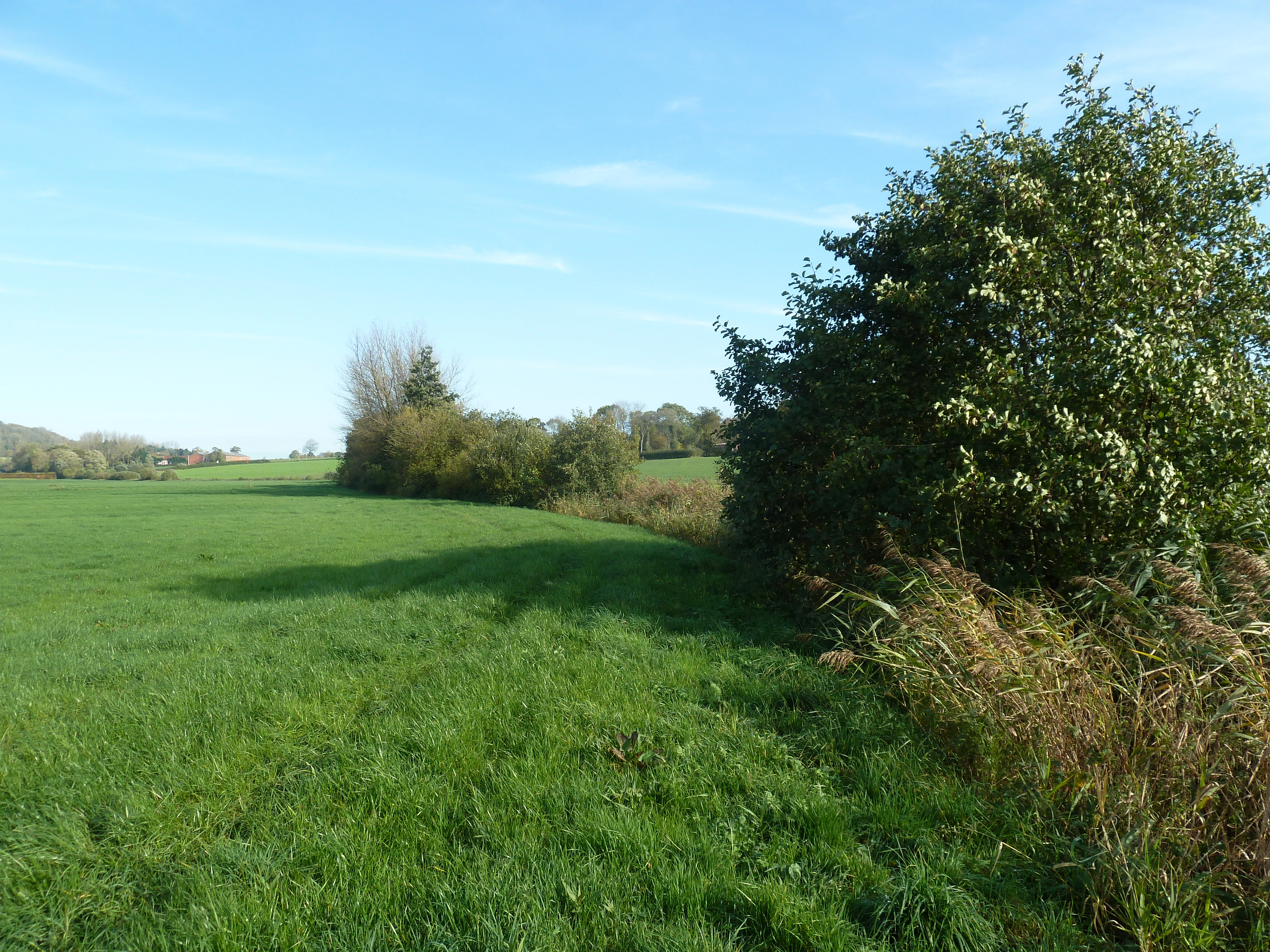
Aux Sources de la Peene Becque (Sainte-Marie-Cappel).

La Peene Becque est un ruisseau français du département du Nord et un affluent droit de l'Yser dont les sources sont Sainte-Marie-Cappel et Cassel. 

## Urbanisme

### Typologie
Au 1er janvier 2024, Sainte-Marie-Cappel est catégorisée bourg rural, selon la nouvelle grille communale de densité à sept niveaux définie par l'Insee en 2022.
Elle est située hors unité urbaine. Par ailleurs la commune fait partie de l'aire d'attraction d'Hazebrouck, dont elle est une commune de la couronne,. Cette aire, qui regroupe 11 communes, est catégorisée dans les aires de moins de 50 000 habitants,.

### Occupation des sols
L'occupation des sols de la commune, telle qu'elle ressort de la base de données européenne d'occupation biophysique des sols Corine Land Cover (CLC), est marquée par l'importance des territoires agricoles (93,7 % en 2018), en diminution par rapport à 1990 (100 %). La répartition détaillée en 2018 est la suivante : 
terres arables (93,7 %), zones urbanisées (6,3 %). L'évolution de l'occupation des sols de la commune et de ses infrastructures peut être observée sur les différentes représentations cartographiques du territoire : la carte de Cassini (XVIIIe siècle), la carte d'état-major (1820-1866) et les cartes ou photos aériennes de l'IGN pour la période actuelle (1950 à aujourd'hui).

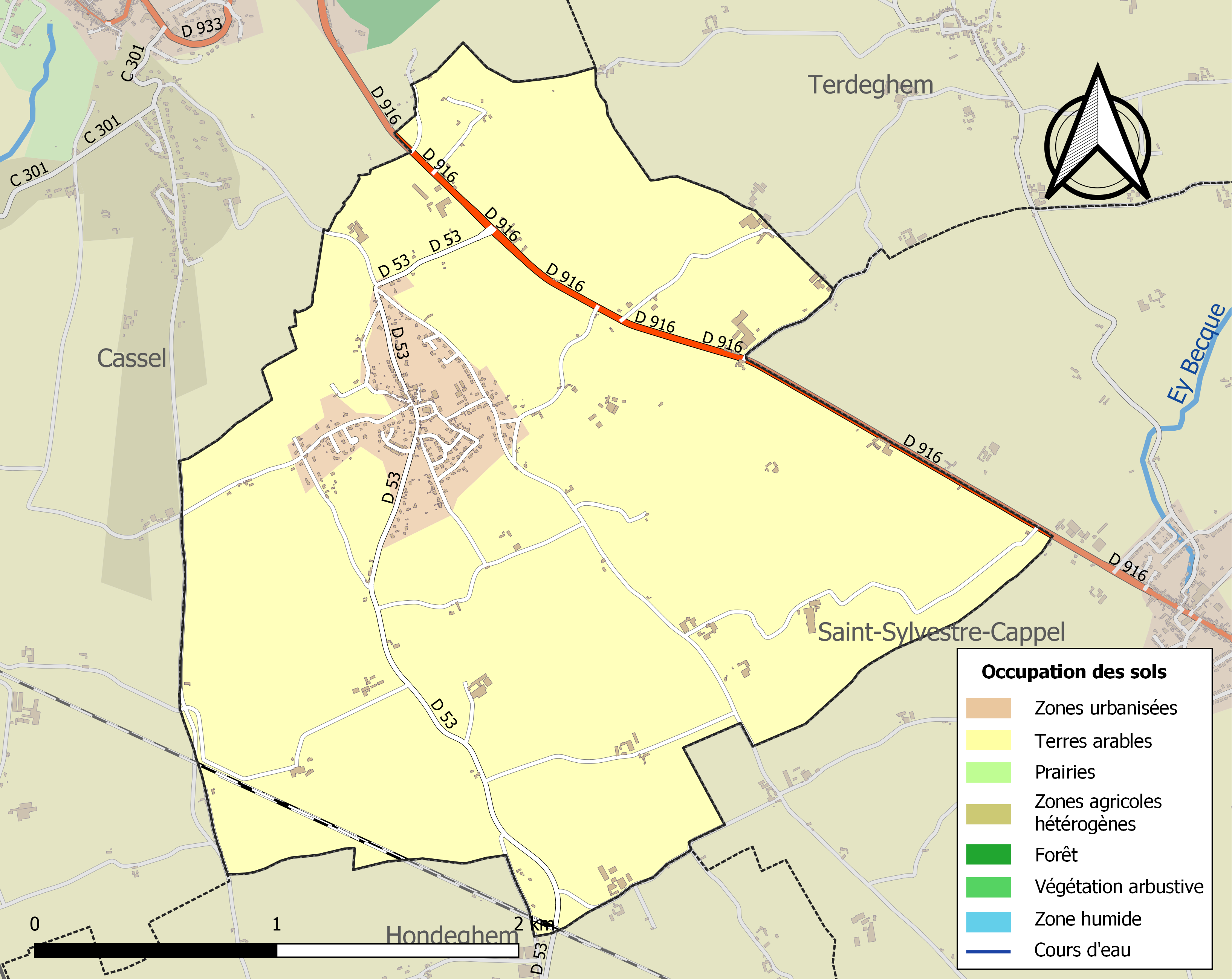
Carte des infrastructures et de l'occupation des sols de la commune en 2018 (CLC).

## Toponymie
Le nom de la localité est attesté sous la forme cappella Santa Mariae vers 1090.
Elle se nomme Maerkappel en flamand occidental, Sint-Maria kappel en flamand, devenu Sainte-Marie-Cappel en français.
La compréhension de ce toponyme ne pose aucune difficulté et rappelle que l'église primitive fut consacrée à la Vierge Marie, mère de Jésus-Christ.

## Héraldique
|  | Les armes de Sainte-Marie-Cappel se blasonnent ainsi : D'hermine à la fasce de gueules. |

## Histoire
Du point de vue religieux, la commune était située dans le diocèse de Thérouanne puis dans le diocèse d'Ypres, doyenné de Cassel.

## Politique et administration
Maire de 1802 à 1807 : Spannut,.
| Période    | Période    | Identité           | Étiquette | Qualité        |
| ---------- | ---------- | ------------------ | --------- | -------------- |
| 1883       | non connue | R. Dequidt         |           |                |
| 1887       | 1888       | R. Dequidt         |           |                |
| 1888       | 1892       | Ch. L. Werkeyn     |           |                |
| 1892       | 1908       | L. Schrévère       |           |                |
| 1908       | 1914       | H. Dequidt         |           |                |
| 1922       | 1939       | Rémi Decuyper      |           |                |
| 1951       | 1965       | E. Bertheloot      |           |                |
| 1965       | 1971       | Pierre Beun        |           |                |
| 1971       | 1977       | Joseph Minne       |           |                |
| 1977       | 1978       | Jean-Pierre Varlet |           |                |
|            |            |                    |           |                |
| avant 1995 | Mars 2017  | Jean-Pierre Varlet | DVD       | Démissionnaire |
| mars 2017  | En cours   | Bertrand Crépin    |           |                |

## Population et société

### Démographie

#### Évolution démographique
L'évolution du nombre d'habitants est connue à travers les recensements de la population effectués dans la commune depuis 1793. Pour les communes de moins de 10 000 habitants, une enquête de recensement portant sur toute la population est réalisée tous les cinq ans, les populations de référence des années intermédiaires étant quant à elles estimées par interpolation ou extrapolation. Pour la commune, le premier recensement exhaustif entrant dans le cadre du nouveau dispositif a été réalisé en 2006.

En 2022, la commune comptait 835 habitants, en évolution de −4,9 % par rapport à 2016 (Nord : +0,51 %, France hors Mayotte : +2,11 %).
| 1793  | 1800 | 1806 | 1821 | 1831 | 1836 | 1841 | 1846 | 1851 |
| ----- | ---- | ---- | ---- | ---- | ---- | ---- | ---- | ---- |
| 1 312 | 905  | 937  | 957  | 925  | 957  | 899  | 934  | 894  |

| 1856 | 1861 | 1866 | 1872 | 1876 | 1881 | 1886 | 1891 | 1896 |
| ---- | ---- | ---- | ---- | ---- | ---- | ---- | ---- | ---- |
| 805  | 777  | 742  | 716  | 673  | 695  | 683  | 705  | 635  |

| 1901 | 1906 | 1911 | 1921 | 1926 | 1931 | 1936 | 1946 | 1954 |
| ---- | ---- | ---- | ---- | ---- | ---- | ---- | ---- | ---- |
| 620  | 600  | 550  | 545  | 516  | 489  | 462  | 453  | 395  |

| 1962 | 1968 | 1975 | 1982 | 1990 | 1999 | 2006 | 2011 | 2016 |
| ---- | ---- | ---- | ---- | ---- | ---- | ---- | ---- | ---- |
| 386  | 356  | 314  | 486  | 591  | 688  | 820  | 836  | 878  |

| 2021 | 2022 | - | - | - | - | - | - | - |
| ---- | ---- | - | - | - | - | - | - | - |
| 857  | 835  | - | - | - | - | - | - | - |

#### Pyramide des âges
La population de la commune est relativement jeune.
En 2018, le taux de personnes d'un âge inférieur à 30 ans s'élève à 37,2 %, soit en dessous de la moyenne départementale (39,5 %). À l'inverse, le taux de personnes d'âge supérieur à 60 ans est de 18,8 % la même année, alors qu'il est de 22,5 % au niveau départemental.
En 2018, la commune comptait 439 hommes pour 440 femmes, soit un taux de 50,06 % de femmes, légèrement inférieur au taux départemental (51,77 %).
Les pyramides des âges de la commune et du département s'établissent comme suit.
| Hommes | Classe d’âge | Femmes |
| ------ | ------------ | ------ |
| 0,0    | 90 ou +      | 0,5    |
| 3,2    | 75-89 ans    | 2,5    |
| 16,3   | 60-74 ans    | 15,1   |
| 24,2   | 45-59 ans    | 23,9   |
| 20,3   | 30-44 ans    | 19,7   |
| 14,4   | 15-29 ans    | 15,4   |
| 21,6   | 0-14 ans     | 22,9   |

| Hommes | Classe d’âge | Femmes |
| ------ | ------------ | ------ |
| 0,5    | 90 ou +      | 1,4    |
| 5,3    | 75-89 ans    | 8,1    |
| 14,8   | 60-74 ans    | 16,2   |
| 19,1   | 45-59 ans    | 18,4   |
| 19,5   | 30-44 ans    | 18,7   |
| 20,7   | 15-29 ans    | 19,1   |
| 20,2   | 0-14 ans     | 18     |

## Patrimoine
- L'église Notre-Dame-de-l'Assomption
- La chapelle Notre Dame des Champs
- La chapelle de Sainte-Marie-Cappel : démontée en 1990 à cause du tracé de la LGV Nord, elle trouve une nouvelle terre d'accueil au Musée. Les briques longues et plates cuites au bois permettent de dater sa construction au début XIXe siècle. La charpente à deux versants est couverte de pannes flamandes vernissées. Une élégante croix de fer forgée la surmonte. Selon la tradition, deux tilleuls encadrent l'entrée.
- La chapelle Notre-Dame de Grâce, sise village Straete .

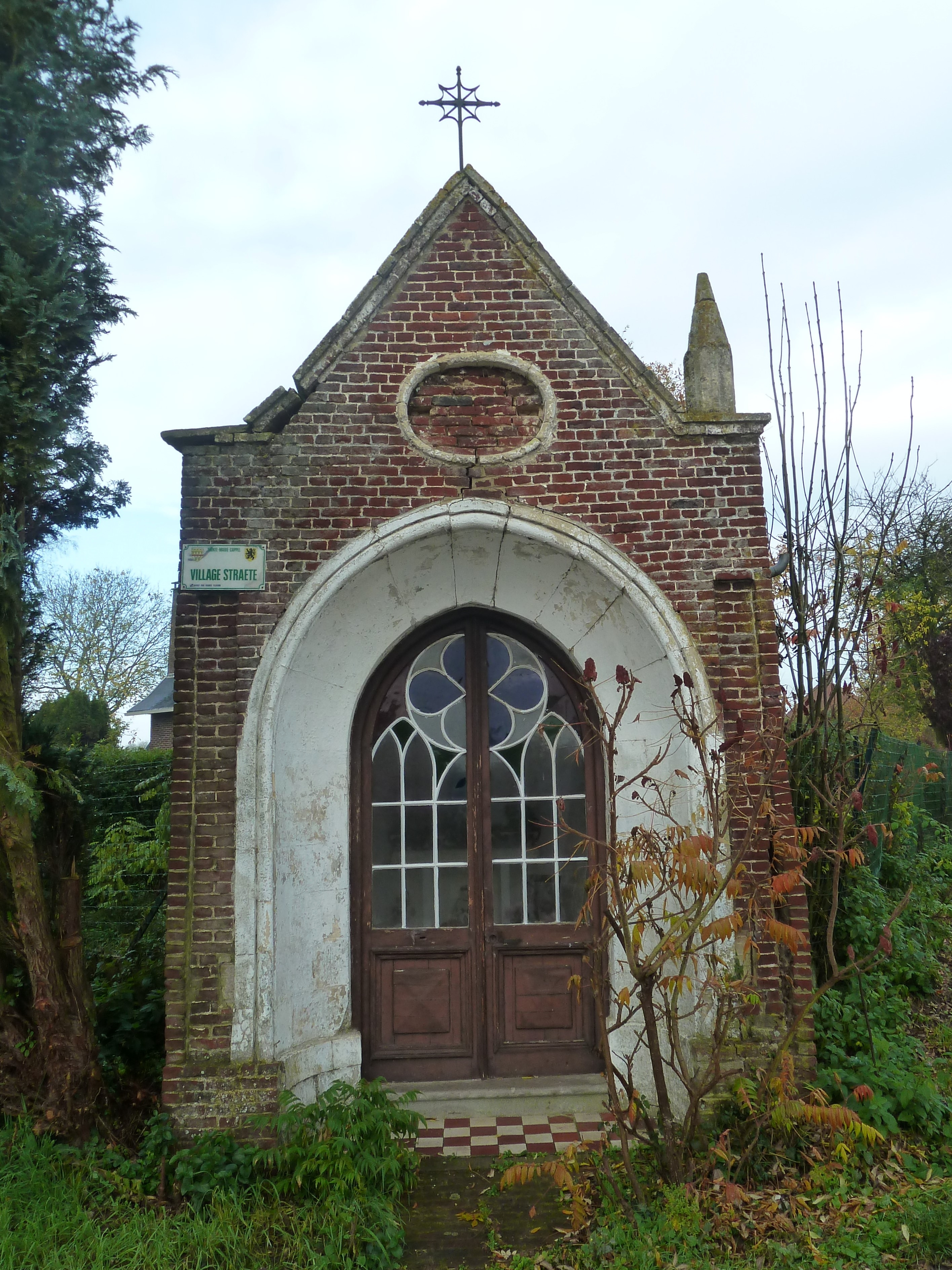
Notre-Dame de Grâce sise village Straete
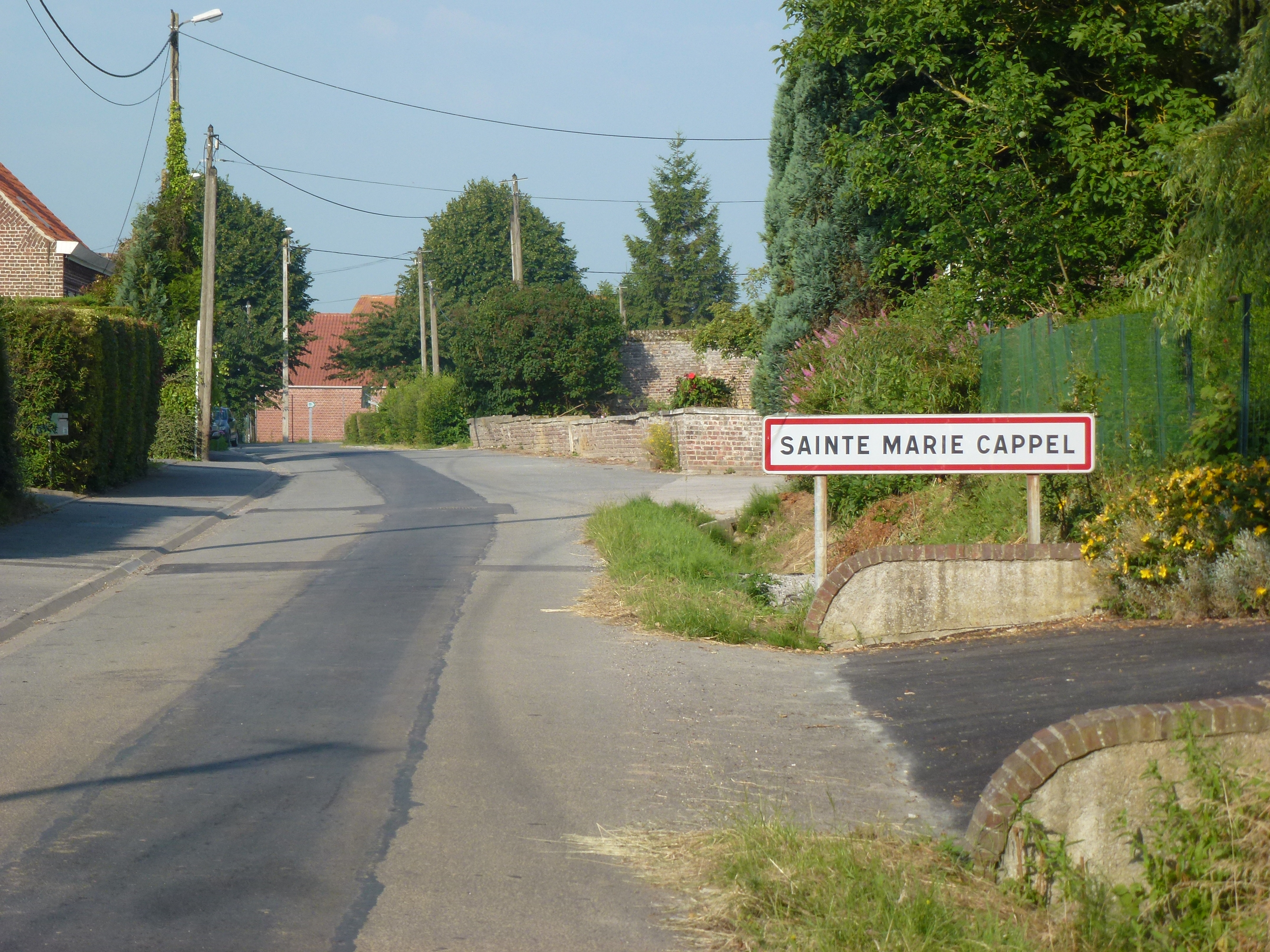
Entrée du village
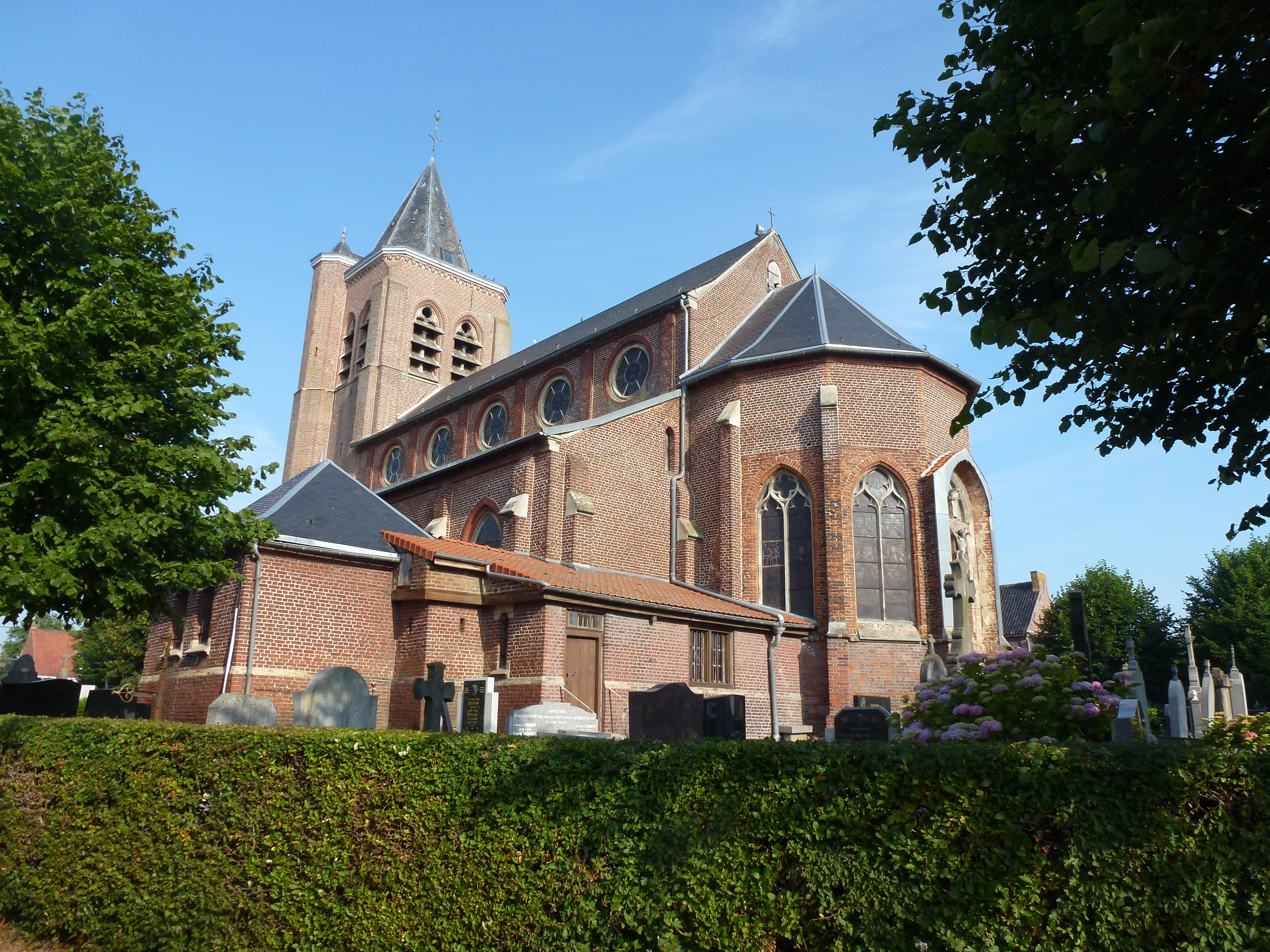
L'église
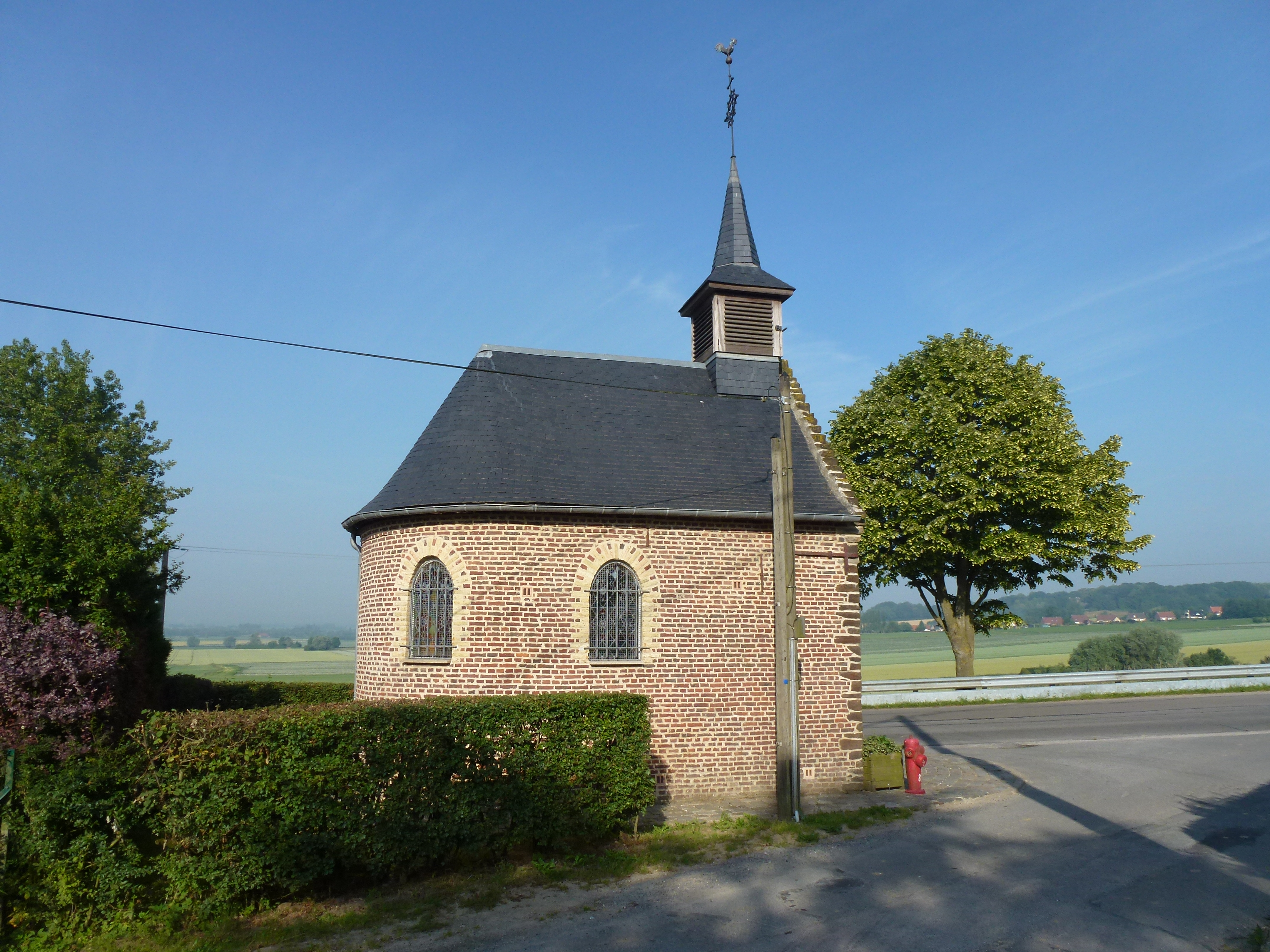
Chapelle Notre Dame des Champs
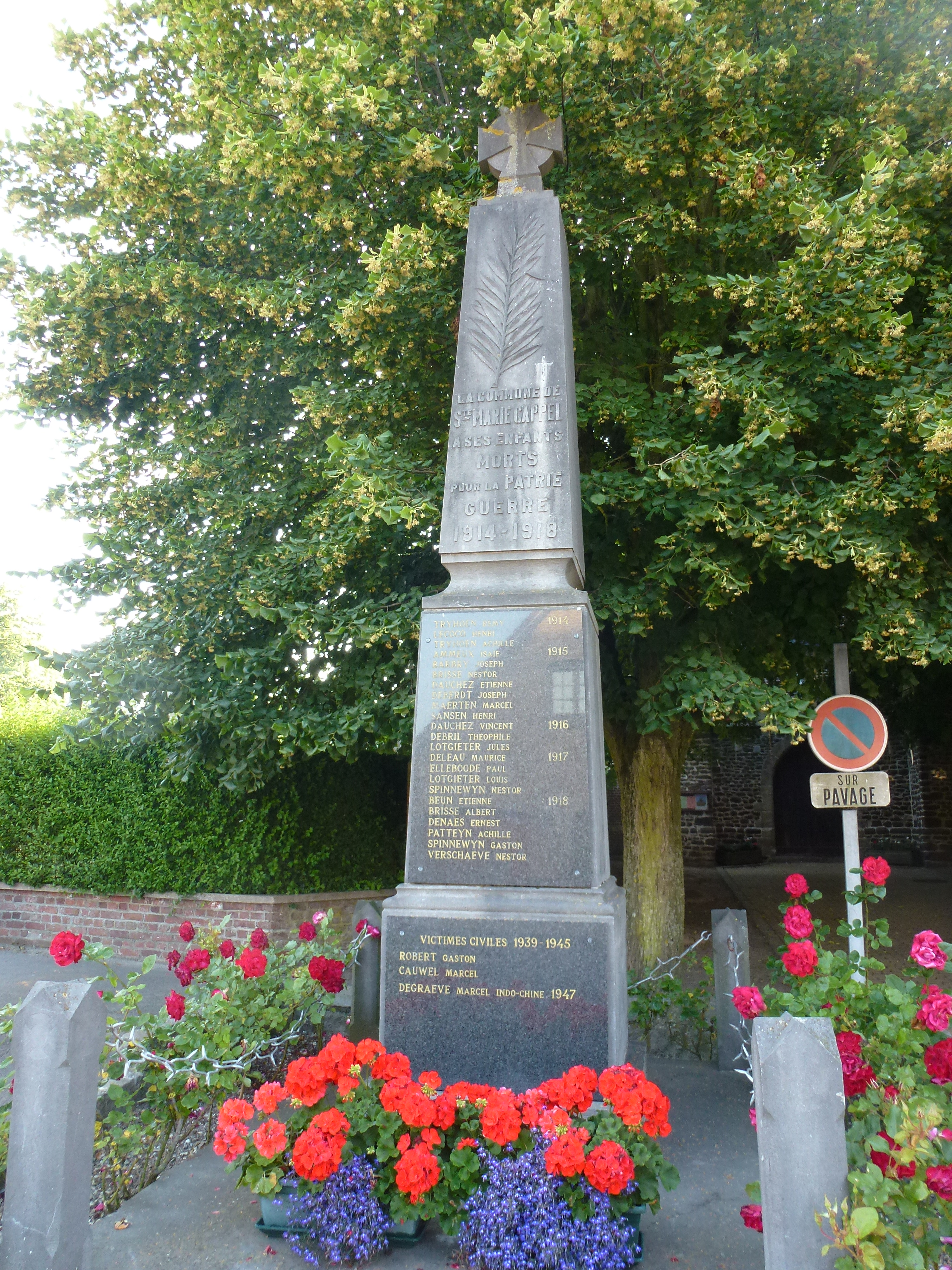
Le monument aux morts

## Culture
Festival International de la Bière Artisanale le 4e dimanche de septembre

## Sports
Une salle de sports ainsi qu'un terrain de foot y a été installé. Un terrain multisport a été construit et permet aux habitants de la commune de réaliser des activités sportives telles que le basket, le handball, le football et la pétanque.
Un club de paintball sportif est implanté sur la commune depuis 2008 (l'association SQWAL PAINTBALL).
Il y a aussi du "Yoseikan Budo" ,c'est un art martial enseignant des techniques de clés, de projections, de coups de poing et de coups de pied ainsi que le maniement des armes du Kobudo.

## Pour approfondir